# Omeo
Omeo (406 habitants) est un village de l'est de l'État de Victoria en Australie situé à 400 km au nord-est de Melbourne à proximité du parc national alpin à l'est du mont Hotham. Le nom est d'origine aborigène et signifie "montagne".
Le maire s'appelle Mendy Urie.